# Spanish International 1991
Die Spanish International 1991 im Badminton fanden Mitte Dezember 1991 statt. Es war die 16. Auflage des Turniers.

## Sieger und Platzierte
| Disziplin    | Gold                         | Silber                           | Bronze                            |
| ------------ | ---------------------------- | -------------------------------- | --------------------------------- |
| Herreneinzel | Jürgen Koch                  | Fernando Silva                   | Hannes Fuchs                      |
| Herreneinzel | Jürgen Koch                  | Fernando Silva                   | Tariq Farooq                      |
| Dameneinzel  | Suzanne Louis-Lane           | Julie Bradbury                   | Andrea Harsági                    |
| Dameneinzel  | Suzanne Louis-Lane           | Julie Bradbury                   | Katrin Schmidt                    |
| Herrendoppel | Andy Goode Chris Hunt        | Ricardo Fernandes Fernando Silva | Mike Adams Chris Rees             |
| Herrendoppel | Andy Goode Chris Hunt        | Ricardo Fernandes Fernando Silva | Stojan Ivantchev Anatoli Skripko  |
| Damendoppel  | Julie Bradbury Gillian Clark | Ciara Doheny Katrin Schmidt      | Ana Carina Anaya Esther Sanz      |
| Damendoppel  | Julie Bradbury Gillian Clark | Ciara Doheny Katrin Schmidt      | Diana Knekna Diana Koleva         |
| Mixed        | Andy Goode Gillian Clark     | David Serrano Esther Sanz        | Iwan Iwanow Victoria Hristova     |
| Mixed        | Andy Goode Gillian Clark     | David Serrano Esther Sanz        | José Bermúdez Brigitte Langthaler |